# Obsazení Münsteru

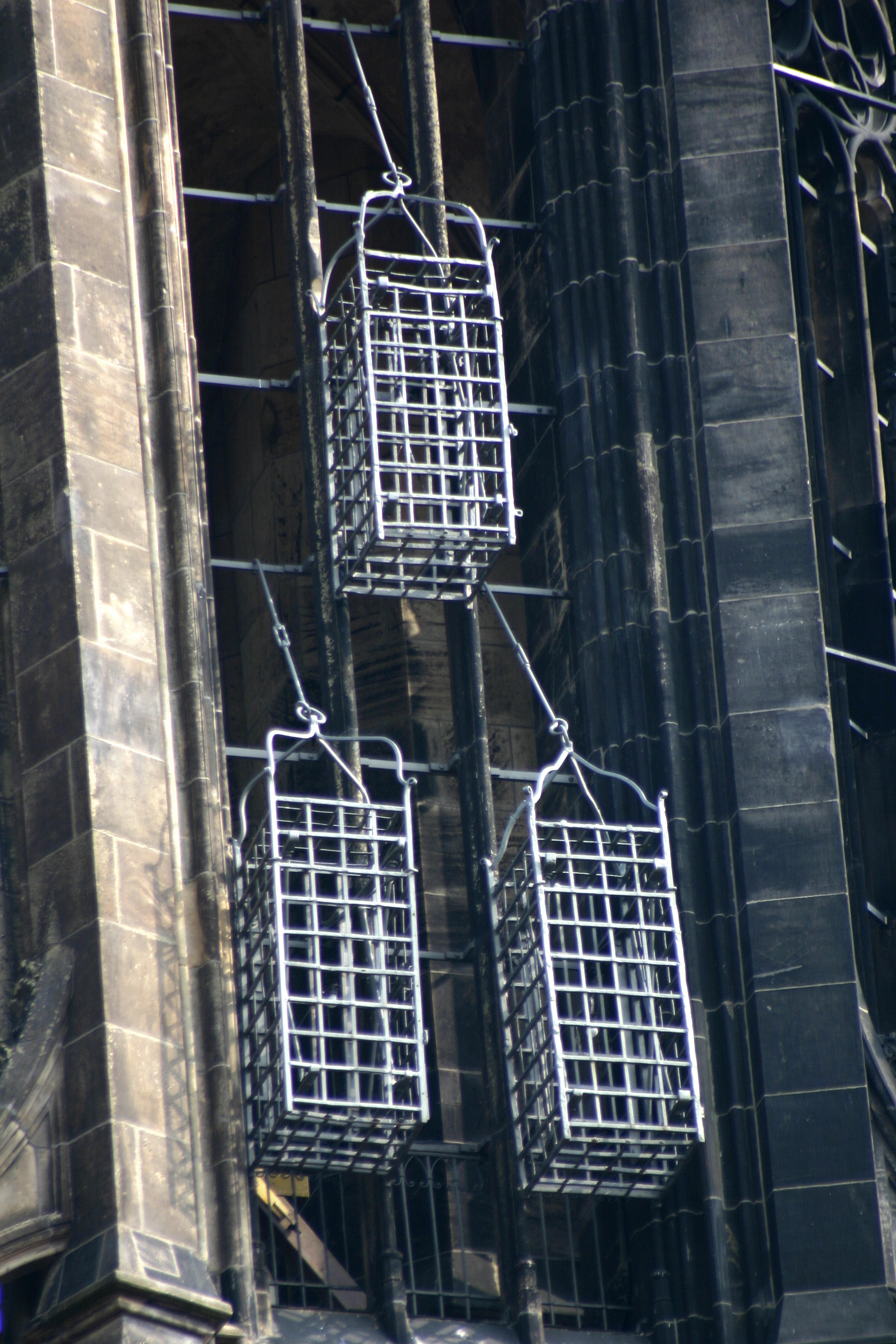
Klece na věži chrámu sv. Lamberta, ve kterých byla vyvěšena těla Jana z Leidenu a jeho dvou nejvěrnějších.

Obsazení Münsteru (zvané někdy též Münsterská komuna) se pod vlivem očekávání konce světa odehrálo v letech 1533–1535 v německém městě Münster. To bylo postupně ovládnuto novokřtěnci, vedenými nejprve Janem Matthysem a později Janem z Leidenu. Ten zde vybudoval nejprve čistě novokřtěnecké město s teokratickou vládou, vlastními pravidly, která se opírala o výklady Bible a vedla mj. k zavedení polygamie a zrušení soukromého vlastnictví. Postupně však vedlo také ke stupňujícímu se útisku obyvatel a růstu moci Jana z Leidenu, který se prohlásil králem města. Vlivem mnohaměsíčního obléhání města vojsky biskupa Franze z Waldecku ve městě nakonec nastal hladomor, město bylo dobyto a řada přítomných mužů včetně všech vůdců byla popravena.

## Události předcházející obsazení Münsteru
Na přelomu let 1533–1534 bylo obyvatelstvo německého města Münsteru vzrušeno tím, že se neuskutečnila chiliastická proroctví Melchiora Hoffmanna týkající se konce světa, posledního soudu, příchodu Antikrista atp. Münster byl v těchto proroctvích označen za Nový Jeruzalém. Toto chiliastické hnutí bylo reakcí na situaci v Německu po nástupu reformace, vypuknutí řady selských povstání atp.
V té době ve městě začal působit také extrémní novokřtěnecký kazatel Jan Matthys, který se pokusil vysvětlit důvody selhání Melchiorova proroctví nedostatkem shromážděných věřících, kterých mělo být 144 tisíc. Nápravou měla být očista druhým křtem. Datem pro příchod antikrista měly být Velikonoce roku 1534. Matthys prostřednictvím spolupracovníků toto tvrzení podpořil aktivním hlásáním této „zprávy“ po celém Německu. V lednu do Münsteru dorazili další dva významní novokřtěnečtí kazatelé z Nizozemí – Jan z Leidenu a Gert tom Kloister. V té době už měl Jan Matthys v Münsteru jeden a půl tisíce věrných, kteří se na rozdíl od ostatních, výrazně pacifistických novokřtěneckých komunit, nebránili použití zbraní pro „aktivní sebeobranu“.

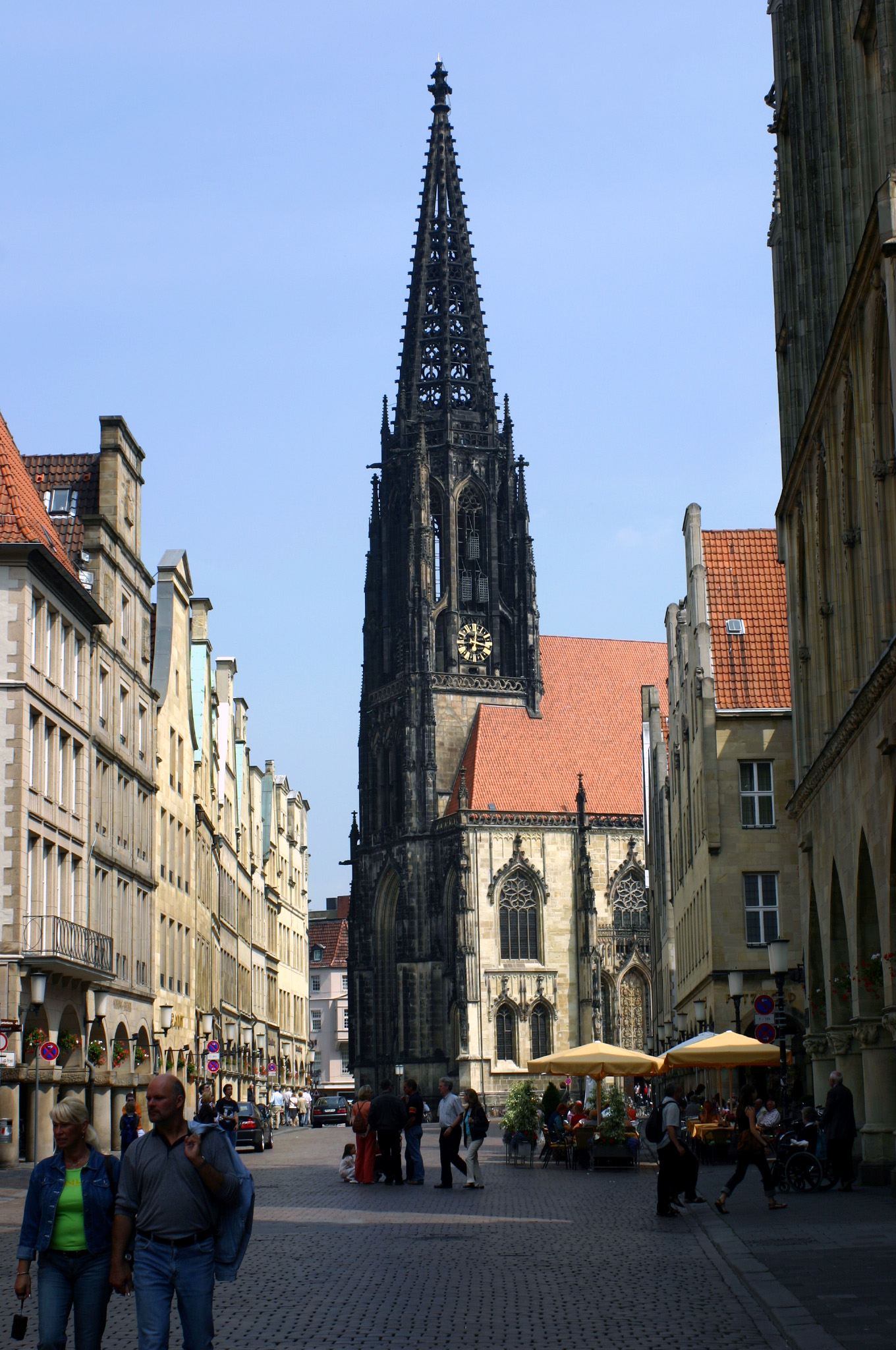
Střed města s kostelem svatého Lamberta

Münsterský biskup Franz z Waldecku dal město hlídat a příslušníky Matthysovy komunity zatýkat. Vliv novokřtěnců uvnitř města však rostl a byla jim přenechána část moci nad městem. Městskou radou byla vyhlášena absolutní svoboda víry. Díky tomu se do města začaly stěhovat davy novokřtěnců z celého širého okolí, především z Nizozemí, kde byli nejvíce pronásledováni.
Biskup Waldeck začal proti novokřtěncům postupně sbírat vojsko a také sama komunita se začala připravovat na ozbrojený střet. 9. února došlo ke střetu s vojskem místního hejtmana Merveldta. Hrozící porážku však novokřtěnci zažehnali uzavřeným smírem.
Novokřtěnci postupně vytvářeli na obyvatele města, kteří nebyli členy komunity, výrazný tlak. Koncem února „nabídli“ novokřtěnci nečlenům komunity tři možnosti: křest, okamžitý odchod z města nebo smrt. Následně město opustilo několik set lidí, přes 2000 lidí přijalo křest. Biskup Waldeck v té době vydal zákaz vozit do města jakékoli potraviny.

## Velikonoční události
Na Velký pátek, 5. dubna 1534, se v celém Münsteru rozezněly zvony a lidé očekávali konec světa a poslední soud, který však nenastal. Jan Matthys v očekávání apokalyptických událostí vyjel z bran města a byl s několika dalšími lidmi zabit biskupovými vojáky. V té chvíli začal jednat Jan z Leidenu, který pronesl sugestivní kázání a vyhlásil nové proroctví, podle něhož již před týdnem Jan Matthys v prorocké vizi předpověděl tento vývoj událostí a tvrdil, že Münster je předurčen jako místo a zdroj spásy.

## Reorganizace města
6. dubna provedl Jan z Leidenu reorganizaci města. Vytvořil „radu dvanácti“, která nahradila volenou městskou radu. Došlo také k ustavení společného majetku provázenému rozsáhlými konfiskacemi. Byly též zrušeny peníze a začal fungovat směnný systém. Veškeré zásoby a zbraně byly přísně evidovány a uloženy do společného skladu. Byly zrušeny veškeré říšské zákony. Jediným zákoníkem se stala Bible, ovšem vykládaná Sborem dvanácti. Jan z Leidenu také prověřoval nově příchozí novokřtěnce a organizoval obranu města.

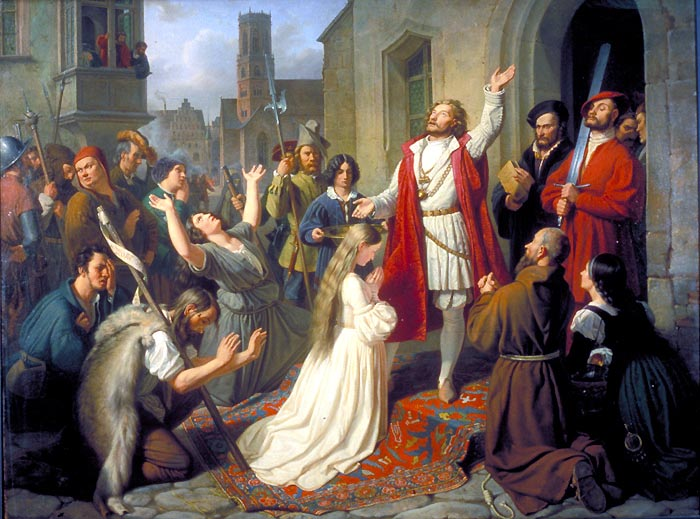
Jan z Leidenu a další představitelé hnutí při křtu mladé dívky – vyobrazení z roku 1840

Začalo docházet k tomu, že se jednotliví obyvatelé města začali vzájemně masivně osočovat z nedostatku víry. Obvinění řešil soud, který však velmi často končil vynesením trestu smrti i za značně mírné prohřešky, například za hašteřivost a klevetnictví. Došlo též k propuknutí obrazoborectví.
V květnu 1534 se biskup Waldeck rozhodl k útoku na město. Útok však byl odražen.
Počátkem června byla uzákoněna polygamie, neboť ve městě žilo zhruba pět tisíc žen a pouze dva tisíce mužů. Důvodem byla také snaha maximalizovat porodnost, aby bylo možné dosáhnout počtu 144 000 lidí očekávajících konec světa. Brzy došlo k tomu, že v Münsteru propukl téměř hon na mladé nevěsty. Provdávány byly i dívky, které byly ještě spíše dětmi. V polygamních domácnostech vyvstaly nové spory, které musela jako hlavní problém řešit Rada dvanácti během pravidelných soudů.

## Posilování moci Jana z Leidenu
Tyto konflikty byly příčinou neúspěšného červencového povstání proti Janovi z Leidenu. Výsledkem však bylo pouze posílení moci Rady dvanácti a velké množství popravených „viníků“.
25. srpna 1534 došlo k novému neúspěšnému útoku biskupových vojsk. To vedlo Jana z Leidenu k zdůraznění svých zásluh. V září roku 1534 se, údajně na boží pokyn skrze proroctví, nechal korunovat jako král Münsteru. Zatímco obležené město chudlo, „panovník“ a jeho dvůr si stále okázaleji užívali luxusu.
V říjnu rozeslal Jan z Leidenu 27 „apoštolů“ šířit novokřtěnectví po německé říši. Existuje přitom předpoklad, že se tímto krokem zbavil svých možných protivníků. „Apoštolové“ byli za hranicemi města zpravidla zatčeni a následně popraveni. Vrátil se z nich jediný, který však nebyl popraven díky slibu, podle nějž měl tajně spolupracovat s biskupem Waldeckem.

## Vzrůstající krize
V obleženém městě začalo docházet k výraznému nedostatku potravin. Biskup Waldeck přitom postupně získával nové síly a pomoc. Jan z Leidenu proto začal vojákům za obranu města platit, přičemž tato nabídka byla adresována i biskupovým, město obléhajícím žoldnéřům. Někteří z nich se dokonce nechali přesvědčit a najmout. Do služby se ale také začaly hlásit ženy, ochotné bojovat za svou víru.
Dne 2. ledna 1535 vydal Jan z Leidenu tzv. soubor artiklů. Dokument upravoval brannou povinnost občanů a především tresty za prohřešky (například neuposlechnutí rozkazu nebo zběhnutí).

## Zpřísnění blokády města
Rozhodnutí o blokádě města v lednu potvrdil Říšský sněm. Již praktikovaná blokáda byla zpřísněna a nebylo možné ji, jak se to do té doby dělo, obcházet. Ve městě nastal hladomor. Potraviny byly rozdělovány po malých přídělech. Obyvatelé začali jíst maso zabitých koní, psů, koček a dokonce potkanů. Později údajně i maso příbuzných, kteří zemřeli hladem či následkem nemocí.

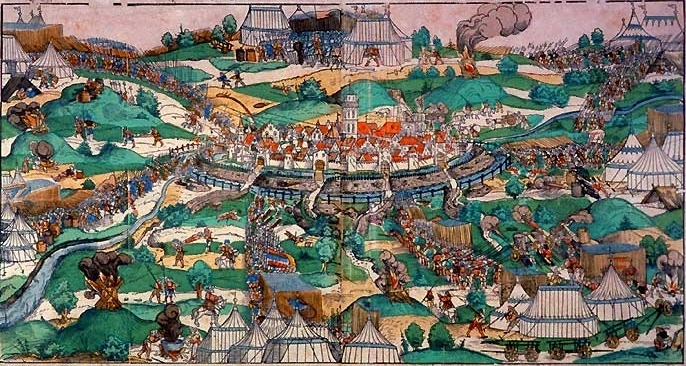
Útok na Münster 24. června 1535 – dobový leták

Ti, kteří se rozhodli z města odejít (nebylo jim v tom již bráněno) byli hned za hradbami obléhateli zatčeni a popraveni. Na konci května muselo město opustit několik set žen a dětí. Biskupova vojska je tehdy sice zadržela, ale nechala žít. Tito uprchlíci navíc Waldeckovi poskytli cenné informace o situaci ve městě, které on využil při plánování útoku.

## Dobytí města
V noci 24. června 1535 Waldeckova vojska zaútočila a město se jim po několikahodinovém boji podařilo dobýt.
Hned druhý den byly z města vyhnány přeživší ženy a děti, množství mužů bylo popraveno.
Jan z Leidenu byl popraven až v lednu roku 1536 poté, co byl souzen a také po mnoha městech ukazován pro výstrahu. Na jeho popravu, která se konala v Münsteru, se přijelo podívat množství lidí. Jeho tělo a těla nejvěrnějších spolupracovníků byla vyvěšena v železných klecích (vyrobených speciálně za tímto účelem) a pověšena na věž kostela svatého Lamberta. Tyto klece jsou zde dochovány dodnes.